# Вальтер Шерфф
Вальтер Шерфф (нім. Walter Scherff; 1 листопада 1898, Штутгарт — 24 травня 1945, Зальфельден-ам-Штайнернен-Мер) — німецький військовий історик та офіцер, генерал-майор вермахту.

## Біографія
Учасник Першої світової війни. З 24 березня 1919 року — офіцер зв'язку 1-го вюртемберзького добровольчого полку. Після демобілізації залишений у рейхсвері. В 1938 році переведений в ОКГ.
В кінці літа 1939 року призначений начальником 7-го (військово-наукового) відділу Генерального штабу сухопутних військ. В лютому 1941 року очолив щойно створений відділ військової історії в ОКВ, основним завданням якого була фіксація досягнень Гітлера як полководця та їх пропаганда. З 17 травня 1942 року — «уповноважений фюрера з військової історіографії». На цій посаді, окрім відділу військової історії в ОКВ, Шерффу підкорялись наступні установи та чиновники ОКГ: військово-історичний відділ сухопутних військ, начальник архіву сухопутних військ, начальник бібліотеки сухопутних військ. Військово-наукові відділи крігсмаріне, люфтваффе та військ СС не підкорялись Шерффу, проте були зобов'язані йому підкорятись. Також Шеррф керував написанням військово-наукових оглядів і сам написав деякі з них (див. Бібліографія). В середині 1942 року Шерфф, всупереч заступництву Франца Гальдера, звільнив начальника архіву сухопутних військ Фрідріха фон Рабенау за критику нацизму.

Учасники наради 20 липня 1944 року. Шерфф — №14.

Шерфф був присутній на майже всіх нарадах Гітлера, включаючи нараду 20 липня 1944 року, під час якої був скоєний замах на Гітлера. Від вибуху бомби Шерфф одержав серйозні поранення, Гітлер особисто відвідав його у лікарні.
25 січня 1945 року Шерфф наказав спалити частину військового архіву, щоб документи не потрапили в руки Червоної армії, а решту заховати в районі Берхтесгадену. 25 квітня покинув Берлін. Згодом потрапив у американський полон і покінчив життя самогубством, прийнявши отруту.

## Сім'я
2 січня 1922 року одружився з Еллою Шефольд, уродженою Гаас. В шлюбі народились 2 дочки (1922 і 1933).

## Звання
- Фанен-юнкер (26 грудня 1915)
- Фенріх (вересень 1916)
- Лейтенант (9 лютого 1917)
- Обер-лейтенант (21 липня 1925)
- Гауптман (1 березня 1933)
- Майор (1 серпня 1936)
- Оберст-лейтенант (1 квітня 1939)
- Оберст (1 вересня 1941)
- Генерал-майор (1 вересня 1943)

## Нагороди
- Залізний хрест 2-го і 1-го класу
- Нагрудний знак «За поранення» в чорному
- Почесний хрест ветерана війни з мечами
- Медаль «За вислугу років у Вермахті» 4-го, 3-го і 2-го класу (18 років)
- Хрест Воєнних заслуг
  - 2-го класу з мечами (30 січня 1941)
  - 1-го класу з мечами (20 квітня 1942)
- Нагрудний знак «За поранення 20 липня 1944» в чорному